# Pariasparv
Pariasparv (Arremon phygas) är en fågel i familjen amerikanska sparvar inom ordningen tättingar.

## Utbredning och systematik
Den återfinns i bergstrakter i nordöstra Venezuela (Anzoátegui, Monagas och Sucre). Tidigare betraktades den som en underart till A. torquatus. 

## Status
IUCN kategoriserar den som sårbar.

## Namn
Paria är namnet på en halvö i delstaten Sucre i nordöstra Venezuela där arten förekommer.